# Associació d'Estudis Fallers
La "Associació d'Estudis Fallers" (ADEF) es una entidad constituida el 22 de febrero de 1990 en Valencia cuyos objetivos fundacionales son: desarrollar y prestigiar científicamente los estudios falleros y de la cultura popular y ponerlos a disposición de la sociedad, siendo la AdEf el entre el.mundo académico y el festivo.

## Historia
La Asociación de Estudios Falleros originaria estaba formada por Antonio Ariño (fue la primera persona en presentar una tesis doctoral sobre las fallas elaborada desde las ciencias sociales, “Fiesta y Sociedad en la Valencia contemporánea” en enero del año 1990 ), Enric Soler y Godes, Josep Joan Coll, Rafael Contreras Juesas, Josep Alcañiz, Josep Alarte, Vicent Borrego y Gil- Manuel Hernàndez y Martí.
En sus primeros años, el ADEF tuvo que superar los obstáculos que suponían la incomprensión y el recelo de buena parte del mundo fallero. Pese a este problema inicial, se amplió con la incorporación de personas no solo del ámbito universitario, sino también del mundo fallero (estudiosos, artistas, coleccionistas).
Al no tener una sede social en un primer momento, las reuniones estuvieron en la sede del diario Levante, en la plaza del Ayuntamiento. Posteriormente se harían en el Hotel Inglés y en las instalaciones de la Sociedad El Micalet, siempre en Valencia. El primer presidente fue Soler y Godes. A su muerte en 1993, Gil-Manuel Hernández encabezó la entidad, seguido de Jesús Peris Llorca, profesor de la Universitat de València, entre 2012 y 2019; entre 2019 y 2021 la presidencia recayó en el pedagogo Ricard Català i Gorgues y, desde 2021, en Lluís Fernández Gimeno.
La Asociación ha realizado actividades con el Consejo Valenciano de Cultura, entidad con la que el libro "La fiesta de las Fallas", en 1996; y también  con organismos falleros como las juntas locales de Valencia, Alzira, Gandia y Xàtiva, así como con las de las Hogueras de Alicante. Por su parte, la Junta Central Fallera delegó en ella la formación de los guías de turismo respecto de la fiesta.
La Asociación obtuvo en el año 2016  el reconocimiento por la UNESCO como entidad consultora no gubernamental en materia de patrimonio inmaterial.

## Los estudios falleros
Antonio Ariño, fue quien planteó por primera vez la terminología "estudios falleros" (incluyendo en ella  todas las investigaciones científicas que estudiaban con rigor las fiestas falleras) mientras coordinaba  la obra colectiva “Historia de las Fallas”, para el periódico Levante-El Mercantil Valenciano,  tras la cual propuso la constitución de una “Asociació d'Estudis Fallers” (Asociación de Estudios Falleros). 
Ya en los inicios del siglo XX existían  algunos estudios eruditos –Lady Holland (1803) o Alexandre de Laborde (1809)- pero no fue hasta el 1936 cuando empiezan a contener  un planteamiento científico, aunque en ocasiones se basen en los comentarios y opiniones de los propios involucrados. 
Así, en el año 1936, Rafael Gayano Lluch publica un artículo en el anuario del Centro de Cultura Valenciana:  “La Festa de les Falles. Apunts per a un excel·lent estudi”. Una vez finalizada  la guerra civil,  continuaron los estudios de carácter más  costumbrista o etnográfico, como el de J Galván (1942) sobre los artistas falleros, los del propio Gayano Lluch (1946 y 1953) sobre los muñecos indultados y las comisiones falleras, o el Anuario fallero de Soler y Godes (1953).
Esta situación cambia totalmente cuando en el año1949 se publica  la obra de Francesc Almela y Vives "Las fallas". Este libre puede considerarse como el primer estudio global de la fiesta y pone de manifiesto los que serían los temas principales de los posteriores estudios.
No podemos dejar de lado la aportación realizada por Joan Fuster. Desde 1954 a 1967, Fuster había publicado en prensa varios artículos. El 1967  recogió veinte y los publicó a un libro, "Combustible per a falles". La obra se estructura en tres partes temáticas. Por un lado se tratan los aspectos sociológicos de la fiesta. En una segunda parte, habla de los elementos que la componen, como los propios monumentos, la música, las indumentarias, la gastronomía, la pirotecnia... La tercera parte se dedica a la historia de las fallas, sus orígenes y su distribución geográfica.
La transición política supuso un doble problema para los estudios falleros. A pesar de la revalorización que Fuster  había dado a las Fallas, otros intelectuales izquierdistas optaron generalmente por el desprecio o la hostilidad hacia las fiestas falleras. Por su parte el "mundo fallero" se orientó hacia la facción del "blaverisme", produciéndose una separación entre las posturas academicistas y las falleras.
Pese a que en las décadas de los setenta y ochenta del siglo XX, la bibliografía sobre temas falleros vuelve a centrarse en las descripciones costumbristas,  el fin del franquismo abrió de nuevo una posibilidad a unos planteamientos más críticos. Cabe destacar la figura de  Alfons Cucó, quien con  su artículo "Apunts per a un estudi històric de las falles", publicado en  la revista Gorg en 1974, pone de relieve la importancia del estudio de la evolución histórica de las fallas de manera conjunta a las manifestaciones socioculturales de la fiesta, viendo en las imágenes de los monumentos, los libretos, los carteles una fuente histórica. Cucó, como indica el propio nombre del artículo, plantea una conexión desde el trabajo de Gayano hasta los estudios de Fuster.
Por su parte, los periodistas Francisco Pérez Puche y Vicente Lladró publicaron el 1978 el libro "Fallas en su tinta: 1939 – 1975", que recogía una historia crítica de las fallas del franquismo, añadiendo entrevistas a los actores principales de las fiestas de la época, mostrando los mecanismos censores y de manipulación política implicados. También hay que destacar la contribución de Josep Vicent Marqués, dentro su libro "País Perplex" (1979), donde pese a su planteamiento crítico considera las fallas como un fenómeno cultural esencial para comprender la sociedad valenciana.
Durante los años 80 del siglo XX el mundo fallero está controlado e instrumentalizado por  el regionalismo derechista (la Batalla de Valencia). Se produce un alejamiento de la Universidad que no apoyaba los estudios sobre el tema. Pese a ello  aparecieron algunos estudios pioneros, como los de Josep Joan Coll y Jaume Lloret sobre las fallas de Gandia (1982 y 1985) o los de S. Andrés y Pascual sobre las de Alzira (1989). Por su parte, la comisión de la falla Na Jordana publicó con motivo de su centenario (1984) un libro sobre su historia que sirvió de modelo para otras comisiones. Debemos destacar la figura de Vicent Borrego, fallero de esta comisión, que continuó editando libros sobre historia de las fallas.
Ya a finales de los ochenta y principalmente a partir de 1990, se empiezan a publicar tesis doctorales en la Universidad  de valencia sobre las fallas, que se convertirán en  la base de los estudios falleros. Así, en 1987 Rafael Contreras Juesas defiende en la Universitat Politècnica de València la suya sobre los carteles de fallas. J. Porras defiende otra con un estudio psicoanalítico de la fiesta (1988) y en el mismo año Hernàndez y Martí otra más sobre la historia de las fallas de la posguerra. Finalmente en enero de 1990, Antonio Ariño presenta la tesis "Fiesta y sociedad en la Valencia contemporánea", primera dentro de una facultad de Sociología. Casi al mismo tiempo, Ariño recibía (1989) el encargo de Levante-EMV de publicar una Historia de las Fallas, hecho con la colaboración de especialistas de varias disciplinas. Así se  encuentran contribuciones de autores que ya habían trabajado la temática -Ariño, Soler y Godes, Hernàndez y Martí, Cuello, Blasco, Contreras Juesas o Borrego- junto a antropólogos como Ricard Sanmartín Arce o Josepa Cucó, el sociólogo Torcuato Pérez de Guzmán, el documentalista José Alcañiz, el filólogo Emilio Casanova, el escritor Josep Alarte o los historiadores Josep Martínez Rondán, Ramiro Reig, Fernando Díez y Rosa Cañada.
Este grupo de personas son, en su mayoría, los miembros fundacionales de la Asociación de Estudios Falleros.

## Aportaciones de la Asociación
El nacimiento de la AdEF supuso, fundamentalmente un salto cualitativo de los estudios sobre el mundo de las Fallas y la cultura popular. A la Asociación  se unieron nuevos miembros investigadores de la Fiesta, destacando  Lluís Mesa (Fallas y Transición), o  Josep Antoni Riera (dimensión lingüística de las Fallas).(B)
La AdEF también llevaba a cabo investigaciones sobre la Fiesta de las Fallas en las comarcas valencianas.
A raíz del surgimiento de esta institución se dieron lugar no solo un gran número de publicaciones y estudios académicos alrededor de la fiesta fallera, destacando su obra primera "Historia de las Fallas", editado por Levante-EMV, en 1990; o la aparición en 1994 de la Revista de Estudios Falleros (REF), con el objetivo de acelerar el doble objetivo fundacional de  la AdEF.
Por otro lado la Asociación ha firmado  convenios de colaboración con la Universidad de Valencia (a través del Departamento de Sociología y Antropología Social), y el Ayuntamiento de Valencia, para la realización de eventos (exposiciones, charlas, editar publicaciones y libros).
También se puede destacar su colaboración con otras instituciones para la realización de exposiciones divulgativas tanto de la historia de las Fallas como sobre el mundo fallero en general. Hay que destacar en este ámbito:
- “Fallas y Artes:40 años transitando por la frontera”, montada en 2008 con la colaboración de la Universidad Politécnica de Valencia;

- “125 Aniversario de la Falla Plaza Na Jordana”, montada en 2009, con la colaboración de la  comisión de la mencionada falla y el Museo Valenciano de Etnología.[2]